# Phylocentropus swolenskyi
Phylocentropus swolenskyi is een fossiele soort schietmot uit de familie Dipseudopsidae.